# 一分金
一分金（いちぶきん）とは、江戸時代に流通した金貨の一種。
金座などで用いられた公式の名称は一分判（いちぶばん）であり、『三貨図彙』には一歩判と記載されている。「判」は金貨特有の呼称・美称であり、品位・量目を保証するための極印と同様の意味を持つ。一方『金銀図録』および『大日本貨幣史』などの古銭書には一分判金/壹分判金（いちぶばんきん）という名称で収録されており、貨幣収集界では「一分判金」の名称が広く用いられる。「一分金」の名称は、一分銀と区別するために普及するようになったのであり、幕末の天保8年（1837年）以降のことである。

## 概要
形状は長方形。表面には、上部に扇枠に五三の桐紋、中部に「一分」の文字、下部に五三の桐紋が刻印されている。一方、裏面には「光次」の署名と花押が刻印されている。これは鋳造を請け負っていた金座の後藤光次の印である。なお、鋳造年代・種類によっては右上部に鋳造時期を示す年代印が刻印されている。
額面は1分。その貨幣価値は1/4両に相当し、また4朱に相当する計数貨幣である。江戸時代を通じて常に小判と伴に鋳造され、品位（金の純度）は同時代に発行された小判金と同じで、量目（重量）は、ちょうど小判金の1/4であり、小判金とともに基軸通貨的な貨幣として流通した。
江戸期の鋳造量は、小判金と一分判金を合わせた総量を「両」の単位をもって記録されており、本位貨幣的性格が強い。
これに対し、一朱判金、二朱判金、二分判金は臨時貨幣と呼ぶべきもので、純金量が額面に比して少ないことから補助貨幣（名目貨幣）の性格が強かった（ただし、元禄期に発行された元禄二朱判金は、一分判金と同様に本位貨幣的である）。京師より西の西日本では俗称「小粒」といえば豆板銀を指したが、東日本ではこのような角型の小額金貨を指した。
江戸時代では慶長6年（1601年）に初めて発行されたとされるが、天正年間頃から鋳造されたとされる丸一分判や額一分判も現存している。以後、万延元年（1860年）までに10種類鋳造されたが、幕府および市場の経済事情により時代ごとに品位・量目が小判金と同様に改定されている。また、江戸時代後期には、一分判と等価の額面表記銀貨、一分銀が発行されて以降、一分判の発行高は激減した。特に小型化した万延一分判は製造効率も低いためと思われ発行高は少ない。

## 種類
括弧内は発行年、量目、金含有率（規定）。発行高は小判に含まれる。

### 安土桃山時代
- 丸一分判（天正 - 文禄年間、1.2匁、84.3%）
- 額一分判（慶長4年（1599年）頃、1.2匁、84.3%）

### 江戸時代
- 慶長一分判（慶長6年（1601年）頃、1.19匁、84.3%→86.8%）
- 元禄一分判（元禄8年（1695年）9月、1.19匁、57.4%）
- 宝永一分判（宝永7年（1710年）4月、0.625匁、84.3%）
- 正徳一分判（正徳4年（1714年）5月、1.19匁、84.3%）
- 享保一分判（正徳4年（1714年）8月、1.19匁、86.8%）
- 元文一分判（元文元年（1736年）5月、0.875匁、65.7%）
- 文政一分判（文政2年（1819年）6月、0.875匁、56.4%）
- 天保一分判（天保8年（1837年）7月、0.75匁、56.8%）
- 安政一分判（安政6年（1859年）5月、0.60匁、56.8%）
- 万延一分判（万延元年（1860年）2月、0.22匁、56.8%）

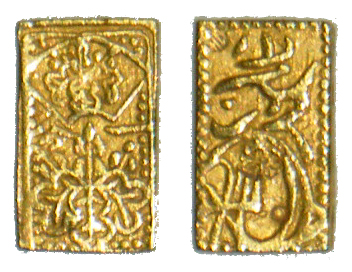
慶長一分判
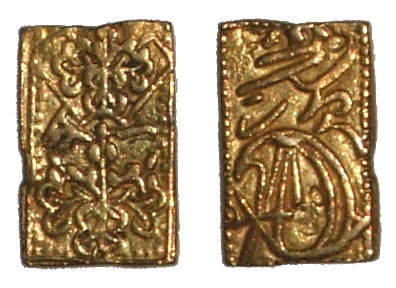
享保一分判
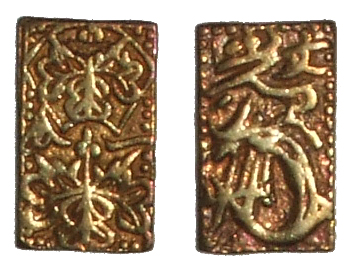
元文一分判
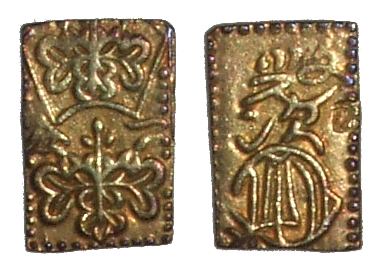
文政一分判
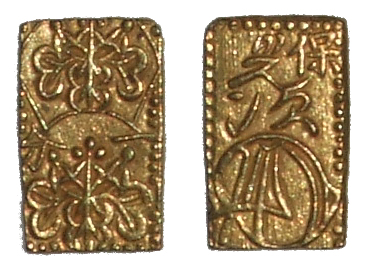
天保一分判

## 地方貨幣
地方貨幣で一分の額面を持つ金貨としては、筑前一分金がある。